# Kurt Seligmann
Kurt Seligmann (20. července 1900 Basilej Švýcarsko – 2. ledna 1962 Sugar Loaf Orange County, stát New York) byl malíř a spisovatel hlásící se k surrealismu.

## Život
Kurt Seligmann absolvoval Školu výtvarných umění v Ženevě v roce 1920, kde se spřátelil se sochařem Albertem Giacomettim. Poté odešel do Paříže, kde studoval v ateliéru, který vedl André Lhote. Nakonec studoval rovněž na Akademii výtvarných umění ve Florencii. Na počátku třicátých let uskutečnil řadu výprav včetně jedné do Řecka s architektem Le Corbusierem. V Paříži se Kurt Seligmann stal členem seskupení Abstraction-Creation a přátelil se s Hansem Arpem. Od roku 1934 se přikláněl k surrealismu a formálním členem skupiny se stal v roce 1937.
Přispíval ilustracemi do revue Minotaure, kterou v roce 1933 začal vydávat Albert Skira. Účastnil se v té době řady skupinových výstav (Salon des Surindépendants v Paříži, Palais des Beaux-Arts v Bruselu atd.). Jeho první sólová výstava se konala v roce 1932 v Galerii Jeanne Bucher v Paříži. Tam se poprvé setkal s André Bretonem. V roce 1938 se Kurt Seligmann účastnil Mezinárodní výstavy surrealismu v Paříži. Podílel se i na ilustracích kompletních děl Lautréamontových (s Braunerem, Dominguezem, Ernstem, Man Rayem, Massonem, Mattou, Miróem, Paalenem a Tanguyem).
V roce 1939 Kurt Seligmann začal učit v New Yorku a posléze se tam trvale usadil. Byl poté velmi nápomocen Bretonovi, který v roce 1941 emigroval do USA, během psaní jeho knihy Arkán 17. Breton v něm našel velkou pomoc při svých esoterických výzkumech: Kurt Seligmann byl velkým bibliofilem, který Bretonovi zprostředkoval mnoho materiálů na témata jako je tarot, symbolika čísel, a také na mýtus o Isidě a Osiridovi. Seligmann byl rovněž autorem encyklopedické knihy Miroir de la magie napsané v roce 1948.
V roce 1950 se Seligmann stal občanem Spojených států. Zemřel v roce 1962 na své farmě v Sugar Loaf v USA.

## Výstavy
Výběr
- 1936 Fantastic Art, Dada, Surrealism, Muzeum moderního umění, New York
- 1938, Mezinárodní výstava surrealismus, Galerie des Beaux-Arts, Paříž
- 1977 Abstraction-Création,Art Non-Figuratif, Muzeum moderního umění, New York
- 1977 Dream/Reality/Dream, Muzeum moderního umění, New York
- 1968 Dada, Surrealism and Their Heritage, 1969, Muzeum moderního umění, New York
- 2015 Kurt Seligmann - First Message from the Spirit World of the Object, Weinstein Gallery
- 2017 Exilic Pleasures: Surrealism Refuged in America, Leila Heller Gallery

## Kniha
- Kurt Seligmann The History of Magic 1948, Kessinger Publishing, 2004
- Kurt Seligmann Le miroir de la Magie. Histoire de la Magie dans le monde occidental, Le Club du meilleur livre, 1956 Paříž